# Hotel Polesí
Hotel Polesí (ukrajinsky Готель Полісся, rusky Гостиница Полесье) je hotel v opuštěném městě Pripjať na Ukrajině, který byl poznamenán černobylskou katastrofou. Byl postaven v 70. letech 20. století pro ubytování delegací a pro návštěvníky Černobylské jaderné elektrárny, později zde byli při odstraňování následků nehody ubytováni likvidátoři.
V roce 2012 se objevily zprávy o úmyslu zbourat připjaťskou zástavbu včetně hotelu Polesí. Tyto plány však nebyly realizovány a budovy včetně hotelu se stále nachází v dezolátním stavu. Nachází se na Leninském náměstí spolu s palácem kultury Energetik (Энергетик).
Za hotelem a podnikem Energetik se nachází velké ruské kolo.

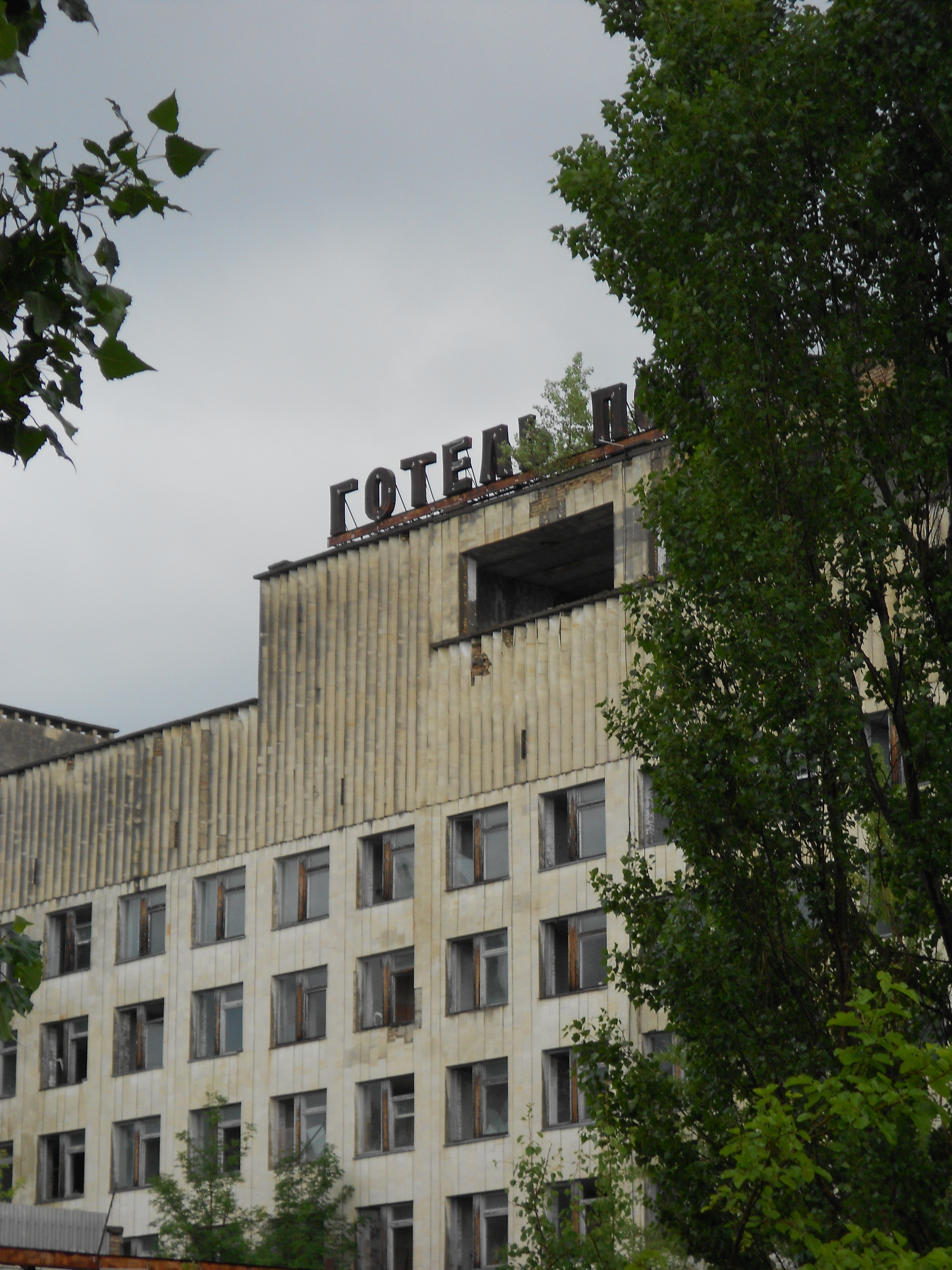
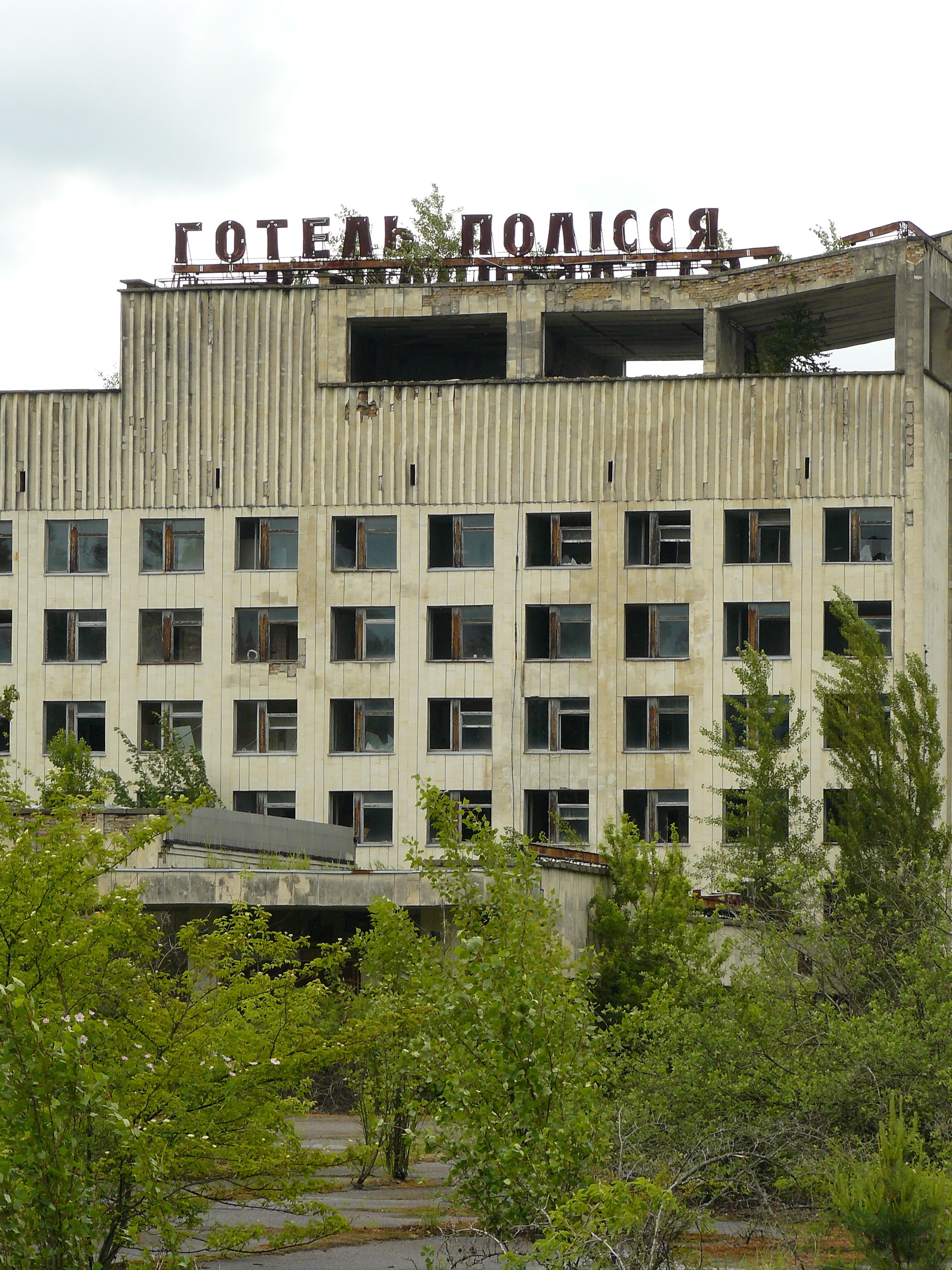
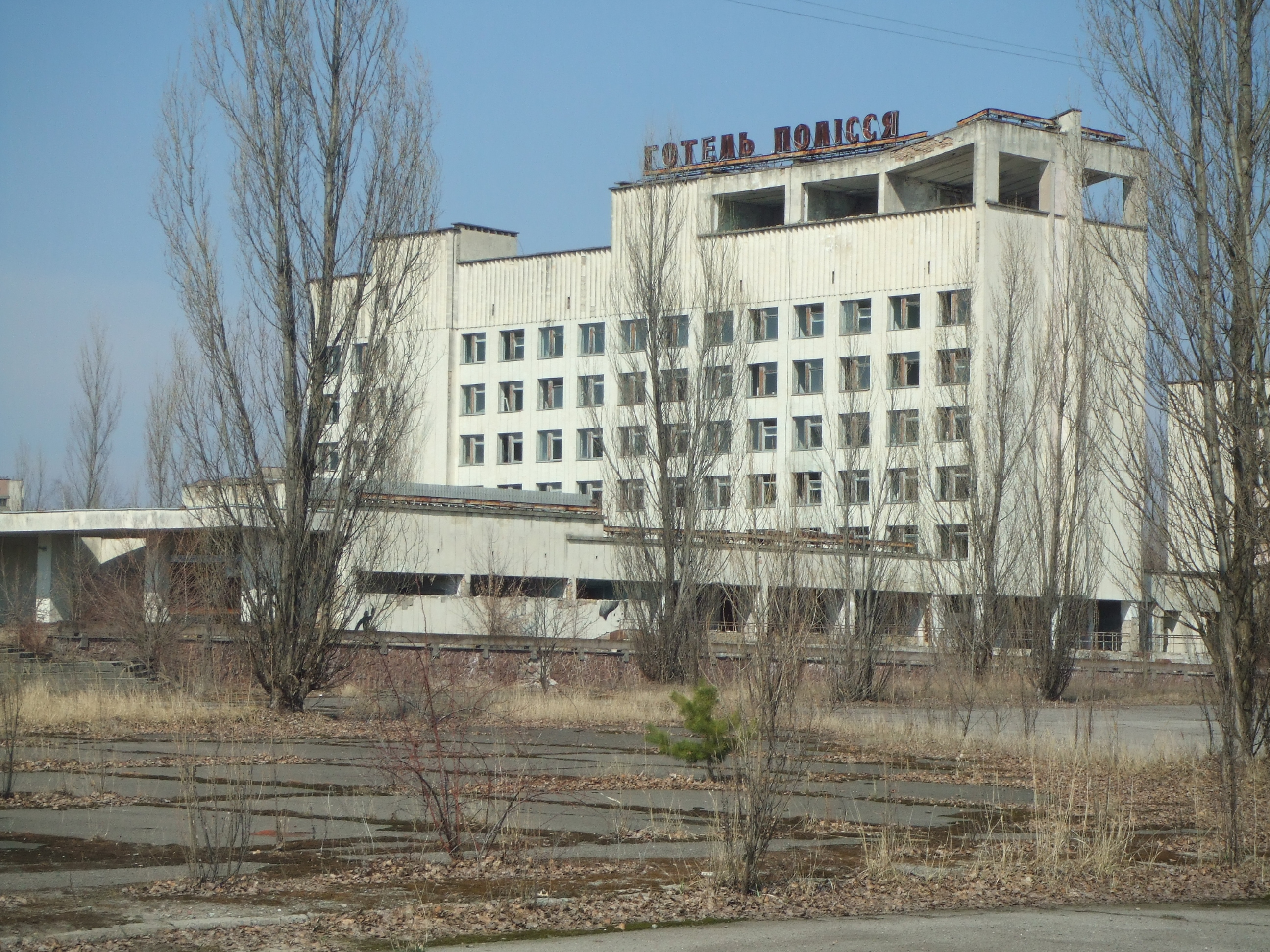
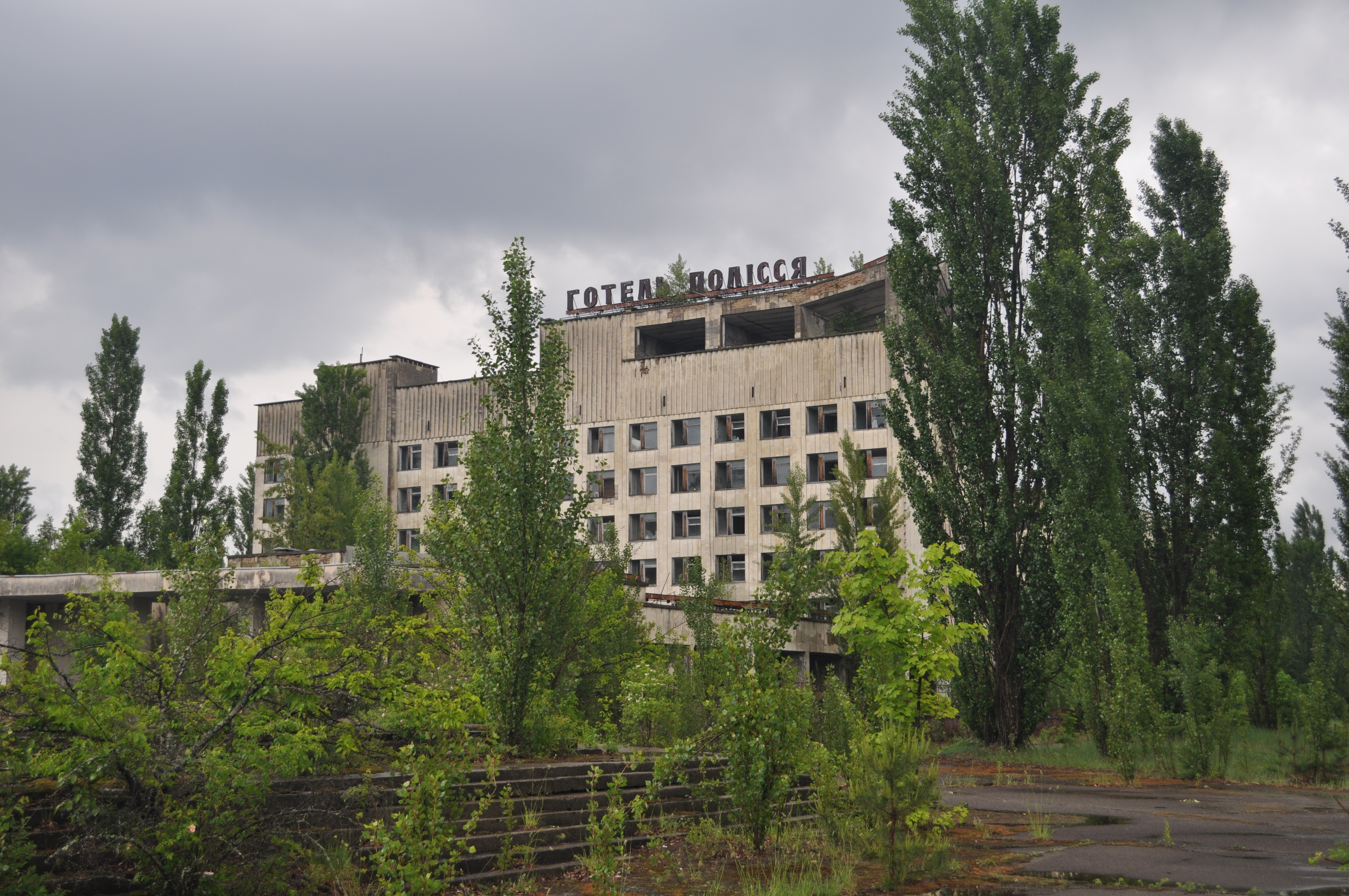
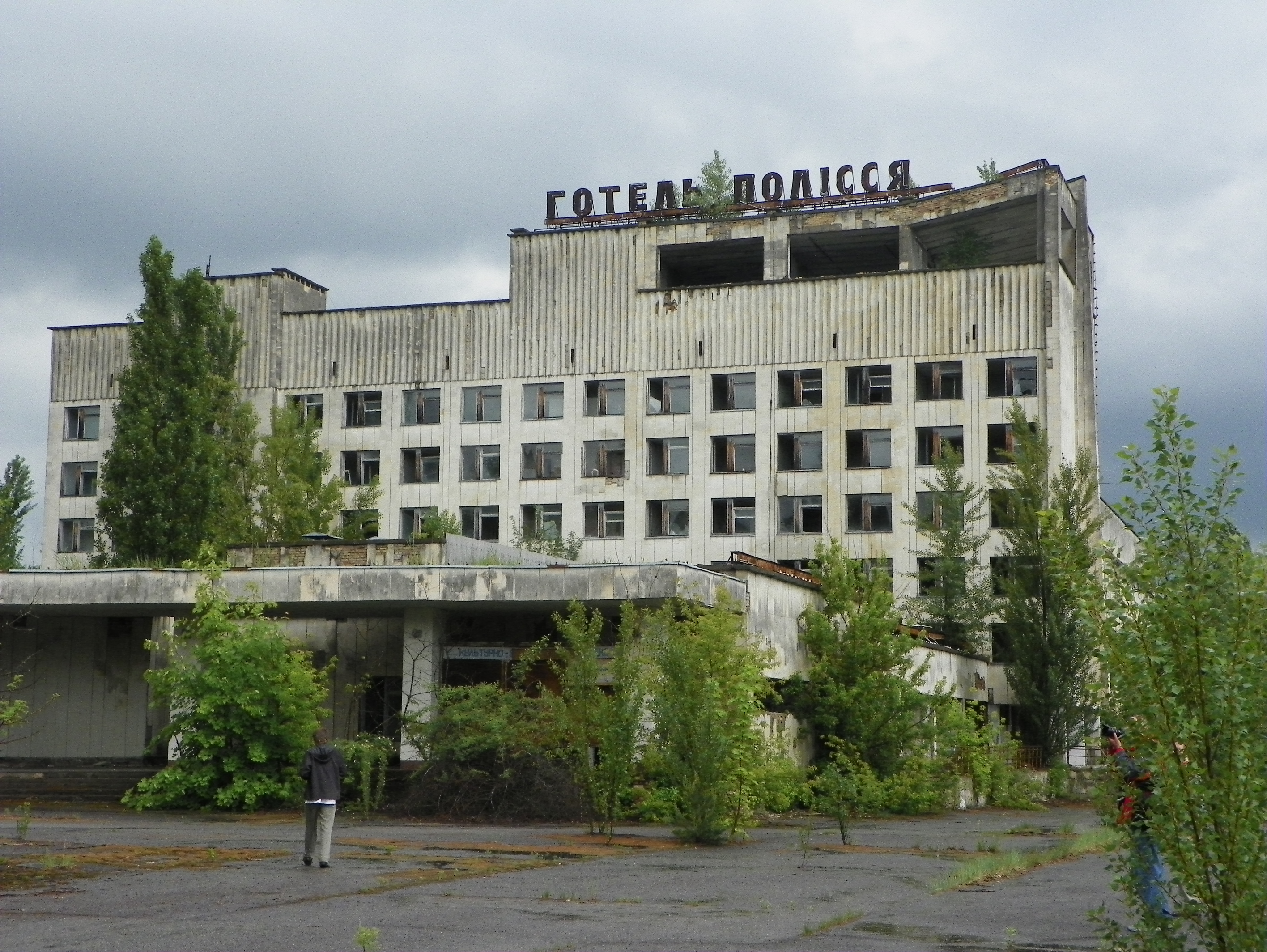

## Zajímavost
Hotel Polesí se spolu s dalšími scenériemi z města Pripjať objevil ve videohře Call of Duty 4: Modern Warfare, v modifikaci do počítačové hry Battlefield 2 zvané Point of Existence 2, ve hře Counter-Strike: Global Offensive (CS:GO) jako grafický doplněk na mapě Keš (anglicky: Cache /kæʃ/), nebo ve filmu Chernobyl Diaries (česky: Černobylské deníky, roku 2012).